# Carmen Planötscher
Carmen Planötscher (10 luglio 1996) è una slittinista italiana, compete su pista naturale.

## Biografia
È una giovane atleta che ha all'attivo una vittoria in Coppa del Mondo, conseguita il 5 gennaio 2014 all'Alpe di Siusi nella gara del singolo.

## Coppa del Mondo su pista naturale
- 1 podio
  - 1 vittoria

### Coppa del Mondo - vittorie
| Data           | Luogo         | Paese  | Disciplina |
| -------------- | ------------- | ------ | ---------- |
| 5 gennaio 2014 | Alpe di Siusi | Italia | Singolo    |